# Lazos de sangre
Lazos de sangre (en inglés Bloodline) es una novela del estadounidense Sidney Sheldon, escrita en 1977. 
Londres, París, Roma, Nueva York. Varias de las grandes capitales del mundo son el escenario de esta novela de Sidney Sheldon. A la muerte de su padre, Elizabeth debe asumir una inesperada responsabilidad: dirigir la gigantesca empresa familiar de productos farmacéuticos. Cuando alguien quiere destruirla y está dispuesto a todo para conseguirlo, cada uno de los miembros de la familia resulta sospechoso. Sidney Sheldon ha sido también guionista, director, y productor de cine y TV. Ha ganado un Oscar, un Emmy, un Tony y el prestigioso Premio Edgar Allan Poe.
- Sidney Sheldon

- Datos: Q1317723